# Rigaut de Berbezilh

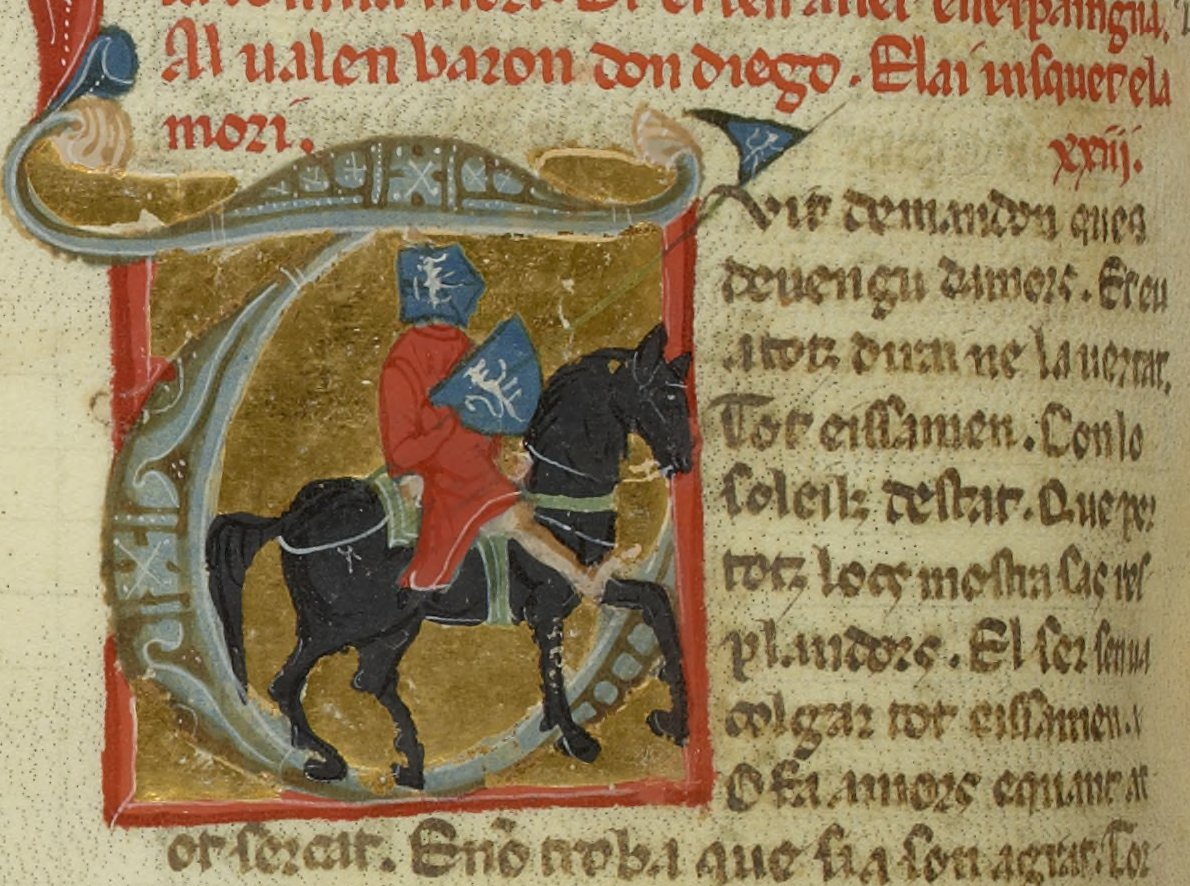
BnF ms. 854 fol. 87v; cançoner I

Rigaut de Berbezilh (el nom presenta també les variants Richart i el nom d'origen Berbesiu, Berbesieu, Barbasill o Berbeziu) (fl....1141-1160...) fou un trobador occità.

## Vida
Es conserva una vida, relativament extensa, de Rigaut de Berbezilh. Ens indica que era cavaller del castell de Berbezilh a la Saintonge i el retrata com un personatge tímid que es torbava davant d'un públic nombrós. I explica que s'enamorà de la muller de Jaufré de Taonai, que era filla de Jaufré Rudel, a qui anomenava amb el senhal Mielz-de-domna (Millor de les dames). La vida continua explicant que en les seves cançons feia comparacions amb les bèsties i ocells i el sol i les estrelles (cosa certa) i que, quan la dama morí, es retirà a Espanya, on morí (això darrer no sembla cert)
En un primer moment, se suposava que era un trobador més tardà però Rita Lejeune descobrí diversos documents d'arxiu on apareix aquest trobador i que permeten una datació més primerenca. Aquests mateixos documents situen la seva mort havent-se retirat en un convent i no pas a Espanya.
Rigaut de Berbezilh destaca per les originals comparacions que empra en les seves cançons. És interessant la comparació que fa del seu estat d'ànim amb el de Perceval davant la llança i el greal i també, com ja havia notat el redactor de la vida, les múltiples comparacions amb animals, tretes de les característiques que aleshores es creia que tenien i que es recullen en els bestiaris.
Es conserva la música de quatre de les seves poesies.

## Difusió
Algunes de les seves composicions gaudiren de molt d'èxit entre els seus contemporanis, sobretot Atressi com l'orifanz transmesa per una gran quantitat de cançoners, una vintena, dels quals tres amb notació musical, i que ha donat lloc a un dels relats del Novellino.

## Obra
- (421,1)[4] Atressi com lo leos (cançó, amb música conservada als cançoners G i W)
- (421,2) Atressi con l'orifanz (cançó d'un gran èxit, transmesa per molts cançoners i amb música conservada als cançoners G, W, i X)
- (421,3) Atressi con Persevaus (cançó, amb música conservada al cançoner X)
- (421,4) Be·m cuidava d'amor gardar (cançó)
- (421,5) Ben volria saber d'amor (cançó)
- (421,5a) En chantanz ieu plaing e sospir (planh per Ramon Berenguer V, comte de Provença, mort el 1245)
- (421,6) Lo nous mes d'abril comensa (cançó)
- (421,7) Pauc sap d'amor qui merce no n'aten (cançó)
- (421,8) Pois qu'en mi dons es tan d'onor e sen (cançó)
- (421,9) Tot atressi con la clartatz del dia (cançó)
- (421,10) Tuit demandon qu'es devengud' amors (cançó, amb música conservada al cançoner W)

### Repertoris
- Alfred Pillet / Henry Carstens, Bibliographie der Troubadours von Dr. Alfred Pillet […] ergänzt, weitergeführt und herausgegeben von Dr. Henry Carstens. Halle : Niemeyer, 1933 [Rigaut de Berbezilh és el número PC 421]
- Guido Favati (editor), Le biografie trovadoriche, testi provenzali dei secc. XIII e XIV, Bologna, Palmaverde, 1961, pàg. 233
- Martí de Riquer, Vidas y retratos de trovadores. Textos y miniaturas del siglo XIII, Barcelona, Círculo de Lectores, 1995 p. 69-75 [Reproducció de la vida i d'una razó, amb traducció a l'espanyol, i miniatures dels cançoners A, I i K]